# زیست‌فناوری در حوزه تولید دارو
زیست‌فناوری در حوزه تولید دارو (به انگلیسی Biotechnology in pharmaceutical manufacturing)
در سال‌های اخیر ساخت داروهای مدرن اغلب با تکنیک‌های زیست‌فناوری انجام می‌شود. از جمله این داروها می‌توان انسولین انسانی، هورمون رشد انسانی، فاکتورهای انعقاد خون، تولید دام تراریخت، پکلیتاکسل(تاکسول) و آرتمیسینین (Artemisinin) را نام برد.

## انسولین انسانی
یکی از اولین موارد استفاده از بیوتکنولوژی در زمینه تولید دارو در سال ۱۹۷۸ در کارخانه Genentech انجام شد و آن استفاده از تکنولوژی DNAی نوترکیب (recombinant DNA) به منظور تغییر باکتری اشرشیاکولی برای تولید انسولین انسانی بود.
قبل از این انسولین از غدد لوزالمعده گاو، خوک و دیگر حیوانات مزرعه استخراج می‌شد. علی‌رغم این که انسولین مشتق شده از حیوانات در دیابت مؤثر بود اما به علت این که قابلیت تشخیص از انسولین انسانی را نداشت، ممکن بود واکنش‌های آلرژی زا در پی داشته باشد.
محققان Genentech ژن‌های هر دو رشته پروتئینی که مولکول انسولین را می‌سازد را به صورت مصنوعی تولید کردند. سپس این ژن‌ها در میان ژن‌های القا شونده با لاکتوز در داخل پلاسمید قرار گرفتند. در نتیجه ژن‌های تولیدکننده انسولین نیز با لاکتوز القاء می‌شد. سپس پلاسمیدها را به باکتری اشرشیا کولی وارد کردند. پس هر دو زنجیره پروتئینی انسولین(A و B) به تعداد زیاد ساخته شد. بعد از آن دو زنجیره پروتئین برای تولید مولکول‌های انسولین ترکیب شدند.

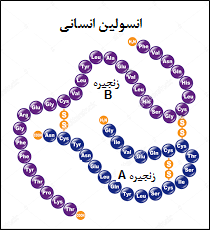
انسولین انسانی از دو زنجیره A وB ساخته شده‌است

## هورمون رشد انسانی
قبل از اینکه از تکنیک DNAی نوترکیب به منظور تولید هورمون رشد استفاده شود، این هورمون از غده هیپوفیز اجساد انسان استخراج می‌شد. چرا که هورمون رشد حیوانات برای انسان اثر درمانی ندارد؛ بنابراین برای تأمین سالانه هورمون رشد، به میزان قابل توجهی غده هیپوفیز نیاز بود. در سال ۱۹۷۹ دانشمندان شرکت Genentech موفق شدند با وارد کردن DNA ی کدکننده هورمون رشد به یک پلاسمید و سپس جایگذاری آن در باکتری اشرشیا کولی، هورمون رشد تولید کنند.

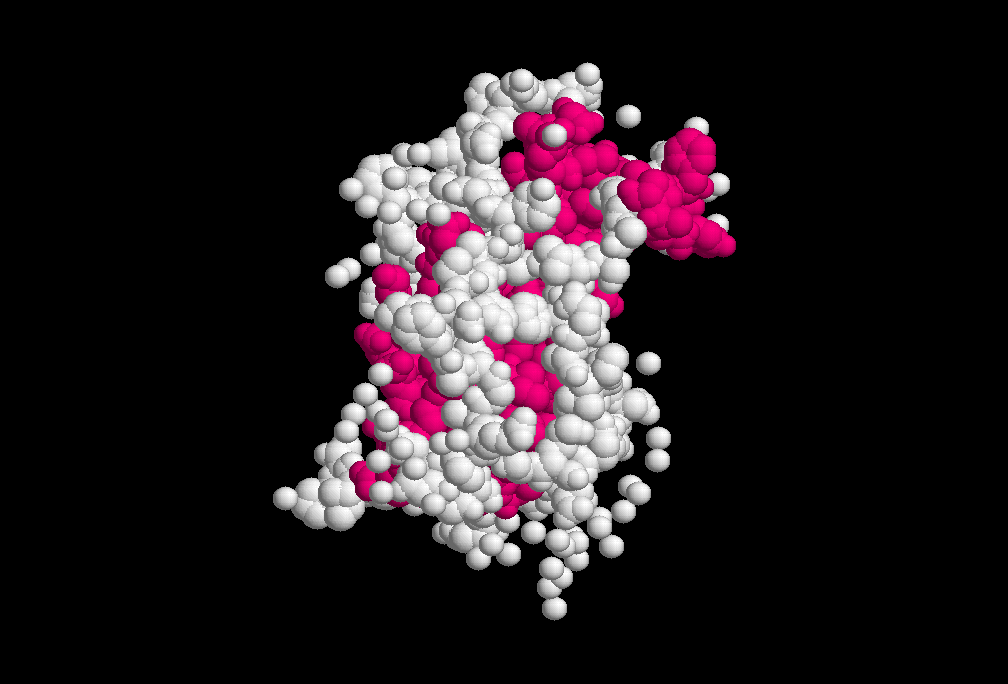
ساختار سه بعدی هورمون رشد انسانی

## فاکتورهای انعقاد خون انسان
قبل از اینکه فاکتورهای انعقادی خون انسانی با استفاده از تکنیک‌های DNA ی نوترکیب تولید شود، این فاکتورها از فرد اهداکننده خون گرفته می‌شد که این خون اهدا شده خطر آلودگی به ویروس HIV را داشت؛ بنابراین افراد مبتلا به هموفیلی که فاکتورهای انعقادی خون را از فرد اهدا کننده دریافت می‌کردند در خطر ابتلا به ایدز بودند. بررسی‌های وسترن بلات (Western blot) حاکی از آن است که بین سالهای ۱۹۷۹ تا ۱۹۸۴، ۶۰ تا ۸۰ درصد از بیماران هموفیلی که فاکتور ۸ را دریافت کردند، HIV+ تشخیص داده شدند.
اولین فاکتور انعقاد خون انسانی که با تکنیک DNA ی نوترکیب تولید شد، فاکتور 9(Factor IX) بود که در سال ۱۹۸۶ با استفاده از سلول‌های تخمدان همستر چینی ترنسژن انجام گرفت.
در سال ۱۹۹۲، FDA فاکتور 8 (Factor VIII) که با استفاده از سلول‌های تخمدان همستر چینی ترنسژن تولید شده بود را تأیید کرد. این اولین فاکتور انعقادی خون بود که علی‌رغم این که با تکنیک DNAی نوترکیب ساخته شده بود، توانست تاییدیه وزارت غذا و داروی آمریکا را بگیرد.

## حیوانات مزرعه‌ای تراریخت(Transgenic farm animals)
تکنیک DNAی نوترکیب برای تولید حیوانات تراریخت با هدف تولید محصولات دارویی برای انسان هم کاربرد دارد. به عنوان مثال با این تکنیک خوک‌هایی ایجاد شده‌اند که قادر به تولید هموگلوبین انسانی هستند. در حالی که خون چنین خوک‌هایی را نمی‌توان به صورت مستقیم به انسان تزریق کرد. بلکه باید تنها هموگلوبین آن را به منظور استفاده استخراج نمود.

## پکلیتاکسل (تاکسول)
داروی پکلیتاکسل(Paclitaxel) که برای درمان گروهی از سرطان‌ها کاربرد دارد توسط شرکت Bristol-Myers Squibb از فرمنتاسیون Penicillium raistrickii و سلول‌های گیاهی بدست آمد.

## آرتمیسینین (Artemisinin)
به منظور تولید داروی آرتمیسینین از مخمر ترنسژنیک استفاده شد. تعدادی از آنالوگ‌های انسولین نیز با استفاده از مخمرهای ترنسژنیک بدست آمده‌اند.